# Petter Olson
John Petter Olson, född 14 februari 1991, är en svensk mångkampare som tävlar för Hässelby SK (Malmö AI till och med säsongen 2012).

## Karriär
Vid Junior-EM i friidrott i Novi Sad, Serbien 2009 blev Olson silvermedaljör i tiokampen med 7 734 poäng och slog det gamla svenska juniorrekordet med 130 poäng.
Olson vann år 2009 mångkamps-SM både inomhus (sjukamp) och utomhus (tiokamp).
Han vann också mångkamps-SM inomhus 2011, utomhus 2011, inomhus 2013, utomhus 2013, inomhus 2014 samt inomhus 2015. 
Olson förbättrade 2010 det svenska juniorrekordet i tiokamp till 7 763 poäng. Han deltog 2011 vid U23-EM i Ostrava, Tjeckien och kom där på en åttonde plats med säsongsbästa 7 724 poäng. År 2012 placerade han sig på en 10:e plats i tiokampen under EM i Helsingfors.
Vid Inomhus-EM 2013 i Göteborg kom han på en trettonde plats i sjukamp med 4 933 poäng. Han tävlade även vid U23-EM 2013 i Tammerfors men avslutade inte tiokampstävlingen.
2015 deltog Olson vid inomhus-EM i Prag och kom där på en åttondeplats i sjukamp med 5 869 poäng.
Vid inomhus-VM i Portland 2016 deltog Olson i sjukampen som gick 18-19 mars och slutade på en tionde plats med 5 697 poäng.
Olson tränas av Hässelbys före detta tiokampare och numera mångkampstränare Conny Silfver
Olson har även två SM-guld på distansen 400 meter häck från 2012 och 2014.
Han utsågs 2015 till Stor grabb nummer 539 i friidrott.

## Personliga rekord
| Utomhus - 100 meter – 10,70 (Ribeira Brava, Portugal 5 juli 2014) - 200 meter – 21,79 (Sollentuna 27 juni 2013) - 400 meter – 48,36 (Ostrava, Tjeckien 14 juli 2011) - 1 500 meter – 4:20,14 (Huddinge kommun 5 september 2010) - 1 500 meter – 4:26,29 (Ostrava, Tjeckien 15 juli 2011) - 110 meter häck – 14,38 (Halmstad 6 juli 2013) - 110 meter häck – 14,34 (medvind 2,1 m/s) (Karlstad 16 juli 2014) - 400 meter häck – 51,27 (Göteborg 2 september 2012) - Höjdhopp – 2,00 (Götzis, Österrike 29 maj 2010) - Stavhopp – 5,05 (Helsingfors, Finland 30 augusti 2008) - Längdhopp – 7,19 (Ribeira Brava, Portugal 5 juli 2014) - Kulstötning – 13,98 (Arona, Spanien 4 juni 2016) - Diskus – 42,94 (Manhattan, USA 12 maj 2012) - Spjut – 57,13 (Austin, USA 29 mars 2012) - Tiokamp – 7 857 (Austin, USA 29 mars 2012) | Inomhus - 60 meter – 6,98 (Göteborg 2 mars 2013) - 200 meter – 22,20 (Malmö 24 januari 2010) - 400 meter – 48,95 (New York, USA 3 februari 2012) - 1 000 meter – 2:39,97 (Nampa, USA 10 mars 2012) - 60 meter häck – 8,06 (Norrköping 8 februari 2015) - Höjdhopp – 2,03 (Västerås 14 mars 2009) - Stavhopp – 5,14 (Västerås, 15 mars 2009 2012) - Längdhopp – 7,16 (Malmö 24 februari 2008) - Kulstötning – 14,19 (Växjö 8 februari 2014) - Sjukamp – 5 904 (Växjö 9 februari 2014) |

### Fotnoter
1. ↑  ”Tävlingsårsskiftesövergångar 15 november 2012”. friidrott.se. 24 oktober 2012. Arkiverad från originalet den 17 juni 2017. https://web.archive.org/web/20170617203727/http://www.friidrott.se/forbundsinfo/overgangar/arsskifte1213.aspx. Läst 12 oktober 2018.
2. ↑  ”Stora SM 2011, dag 3” (htm). trackandfield.se. Arkiverad från originalet den 14 oktober 2012. https://web.archive.org/web/20121014231747/http://www.trackandfield.se/resultat/2011/110813.htm. Läst 17 april 2013.
3. ↑  ”Stora SM 2012, dag 2”. swedishtiming.se. Arkiverad från originalet den 30 augusti 2012. https://web.archive.org/web/20120830084623/http://www.swedishtiming.se/resultat/120825.htm. Läst 16 april 2013.
4. ↑  ”Stora SM 2013, dag 4”. trackandfield.se. Arkiverad från originalet den 4 september 2013. https://web.archive.org/web/20130904001146/http://www.trackandfield.se/resultat/2013/130901.htm. Läst 2 september 2013.
5. ↑  ”Stora SM 2014, dag 3” (htm). trackandfield.se. Arkiverad från originalet den 3 december 2014. https://web.archive.org/web/20141203233100/http://www.trackandfield.se/resultat/2014/140803.htm. Läst 21 oktober 2014.
6. ↑  ”Stafett-SM 2011” (pdf). Arkiverad från originalet den 6 april 2015. https://web.archive.org/web/20150406214723/http://www.proteamonline.se/storage/customers/2202/editor/resultat_2011/Stafett_SM_2011_Res.pdf. Läst 22 maj 2013.
7. ↑  ”Stafett-SM 2016”. trackandfield.se. Arkiverad från originalet den 3 november 2016. https://web.archive.org/web/20161103233837/http://www.trackandfield.se/resultat/2016/160528.htm. Läst 1 november 2016.
8. ↑  ”Stora SM 2009”. Arkiverad från originalet den 13 december 2009. https://archive.is/20091213202749/http://88.131.109.176/folksam/sm09/resultat.php. Läst 23 april 2013.
9. ↑  ”Omhoppning stav 2009”. archive.org. Arkiverad från originalet den 13 augusti 2010. https://web.archive.org/web/20100813091524/http://www.mai.se/sm/resultat/ResultatStavhopp.pdf. Läst 28 mars 2015.
10. ↑  ”SM i mångkamp 2009”. proteamonline.se. Arkiverad från originalet den 1 oktober 2011. https://web.archive.org/web/20111001085540/http://www.proteamonline.se/storage/customers/978/editor/mangkamp_sm2009_resultat.pdf. Läst 1 maj 2013.
11. ↑  ”SM i mångkamp 2011” (htm). idrottonline.se. Arkiverad från originalet den 5 april 2015. https://web.archive.org/web/20150405123345/http://www5.idrottonline.se/ImageVaultFiles/id_411236/cf_99342/resultat.HTM. Läst 17 april 2013.
12. ↑  ”SM i mångkamp 2013”. smfriidrott.com. Arkiverad från originalet den 19 januari 2015. https://web.archive.org/web/20150119042146/http://smfriidrott.com/sites/default/files/groupfiles/SM-resultat2.pdf. Läst 29 juli 2013.
13. 1 2  ”Stora inne-SM 2009 dag 2, resultat”. ism2009.se. Arkiverad från originalet den 4 mars 2016. https://web.archive.org/web/20160304222657/http://www.ism2009.se/filer/resultat_dag2.html. Läst 17 juli 2012.
14. ↑  ”SM mångkamp 2009, resultat”. quicknet.se. Arkiverad från originalet den 16 juli 2012. https://archive.is/20120716090058/http://mk.quicknet.se/20095/upload/bilder/0/resultat_m_ngkamps_sm_2009.htm. Läst 20 juli 2012.
15. ↑  ”SM mångkamp 2010, resultat”. friidrott.se. Arkiverad från originalet den 2 juli 2012. https://web.archive.org/web/20120702174258/http://www.friidrott.se/tavling/sfifarr/ismhep10/resultat.aspx. Läst 20 juli 2012.
16. ↑  ”SM mångkamp 2011, resultat”. tjalve.nu. Arkiverad från originalet den 6 april 2015. https://web.archive.org/web/20150406012756/http://www.tjalve.nu/cms/Resultat/resultat.html. Läst 19 juli 2012.
17. ↑  ”Inne-SM mångkamp 2013, resultat”. telekonsultarena.se. http://telekonsultarena.se/resultat/mk13/resultat.php. Läst 18 februari 2013.
18. ↑  ”SM mångkamp 2014, resultat”. telekonsultarena.se. Arkiverad från originalet den 18 januari 2015. https://archive.is/20150118164042/http://telekonsultarena.se/resultat/mkism14/resultat.php. Läst 30 januari 2015.
19. ↑  ”Inne-SM mångkamp 2015, resultat”. smfriidrott.com. Arkiverad från originalet den 2 april 2015. https://web.archive.org/web/20150402173412/http://smfriidrott.com/sites/default/files/groupfiles/resultatISMM2015_1.pdf. Läst 29 mars 2015.
20. ↑  ”Resultat Mångkamps-ISM 11-12/2 2017”. windathletics.se. Arkiverad från originalet den 10 november 2017. https://web.archive.org/web/20171110004940/http://www.windathletics.se/mkampism2017_resultat.html. Läst 7 mars 2017.
21. 1 2 3 4 5 6 7 8 9 10 11 12 13 14 15 16 17 18 19 20 21 22 23 24 25  ”Personsida på IAAF:s webbplats” (på engelska). iaaf.org. http://www.iaaf.org/athletes/sweden/petter-olson-236783. Läst 12 oktober 2018.
22. ↑  ”European Athletics U23 Championships - Ostrava 2011” (på engelska). european-athletics.org. http://www.european-athletics.org/competitions/european-athletics-u23-championships/history/year=2011/results/index.html. Läst 19 oktober 2017.
23. ↑  ”European Athletics Championships - Helsinki 2012” (på engelska). european-athletics.org. http://www.european-athletics.org/competitions/european-athletics-championships/history/year=2012/results/index.html. Läst 30 mars 2017.
24. ↑  ”European Athletics Indoor Championships - Göteborg 2013” (på engelska). european-athletics.org. http://www.european-athletics.org/competitions/european-athletics-indoor-championships/history/year=2013/results/index.html. Läst 24 augusti 2017.
25. ↑  ”European Athletics U23 Championships - Tampere 2013”. european-athletics.org. http://www.european-athletics.org/competitions/european-athletics-u23-championships/history/year=2013/results/index.html#. Läst 17 oktober 2017.
26. ↑  ”European Athletics Indoor Championships - Prague 2015” (på engelska). european-athletics.org. http://www.european-athletics.org/competitions/european-athletics-indoor-championships/history/year=2015/results/index.html. Läst 21 augusti 2017.
27. ↑  ”Heptathlon Men IAAF World Indoor Championships Portland (Oregon Convention Center), OR, United States 17 Mar 2016 - 20 Mar 2016” (på engelska). iaaf.org. https://www.iaaf.org/results/iaaf-world-indoor-championships/2016/iaaf-world-indoor-championships-5681/men/heptathlon/1000-metres/points. Läst 20 januari 2017.
28. ↑  Juhlin, A. Lennart (19 mars 2016). ”IVM2: Petters förstadag”. friidrott.se. Arkiverad från originalet den 2 februari 2017. https://web.archive.org/web/20170202052528/http://www.friidrott.se/nyheter.aspx?id=19362. Läst 20 januari 2017.
29. ↑  Juhlin, A. Lennart; Bergin, Daniel (20 mars 2016). ”IVM3: Petter sjukamps-10:a”. friidrott.se. Arkiverad från originalet den 2 februari 2017. https://web.archive.org/web/20170202052651/http://www.friidrott.se/nyheter.aspx?id=19372. Läst 20 januari 2017.
30. ↑  ”Stora grabbars märke”. friidrott.se. Arkiverad från originalet den 31 mars 2016. https://web.archive.org/web/20160331202525/http://www.friidrott.se/historik/storagrabbar.aspx. Läst 5 september 2016.
31. ↑  ”Stora Grabbar personpresentation”. storagrabbar.se. http://www.storagrabbar.se/grabbar_11.html. Läst 5 september 2016.
32. 1 2 3 4 5 6 7 8 9 10 11  ”Personsida på European Athletics' webbplats” (på engelska). european-athletics.org. http://www.european-athletics.org/athletes/group=o/athlete=154051-olson-petter/index.html. Läst 12 oktober 2018.